# Jimmy Choo
Jimmy Choo født Jimmy Choo Yeang Keat (født 1961), er en malaysisk født modedesigner, som har base i London. Han er bedst kendt for at grundlægge mærket Jimmy Choo Ltd, sammen med Tamara Mellon, mærket er kendt for håndlavede sko til kvinder. 
Skoene er blevet gjort kendte af bl.a. Prinsesse Diana samt serien Sex and the City, hvor hovedpersonen Carrie (spillet af Sarah Jessica Parker) i et afsnit udbryder den berømte replik:
"I've lost my Choo (jeg har mistet min Choo)".
Choos sko er meget eksklusive og ses ofte båret af kendte og berømte. 